# Harvey Neville
Harvey James Neville (nascido em 26 de junho de 2002) é um futebolista profissional inglês que atua como lateral-direito . Nascido na Inglaterra, ele representou a República da Irlanda na categoria sub-19. Ele é filho do ex-jogador da seleção inglesa Phil Neville .

## Trajetória
Nascido em 26 de junho de 2002, Neville é filho do ex-jogador da seleção inglesa Phil Neville e sobrinho de outro ex-jogador da seleção inglesa Gary Neville . Ele começou sua carreira nas categorias de base do antigo clube de seu pai, o Manchester United . Mais tarde, ele se mudou e jogou nas categorias de base do Manchester City e do clube espanhol Valencia .
Em 2018, Neville retornou ao United, e em julho de 2020 assinou seu primeiro contrato profissional.

## Carreira
Em 7 de maio de 2021, Neville mudou-se para os Estados Unidos e assinou com o clube Fort Lauderdale CF da USL League One, o afiliado reserva do Inter Miami da Major League Soccer . Ele fez sua estreia profissional pelo clube em 22 de maio de 2021, em uma derrota por 2 a 1 contra o Chattanooga Red Wolves .
Em 26 de janeiro de 2022, Neville fez sua estreia não competitiva pelo Inter Miami e marcou durante uma vitória de pré-temporada por 4 a 0 sobre o Club Universitario de Deportes . Em 11 de maio de 2022, Neville fez sua estreia competitiva pelo Inter Miami como substituto de DeAndre Yedlin aos 84 minutos durante uma vitória por 3 a 1 na US Open Cup em casa contra o Tormenta FC .

### Inter Miami
Neville se juntou oficialmente ao elenco principal do Inter Miami em 23 de agosto de 2022, assinando um contrato até o final da temporada de 2024.
Em 24 de agosto de 2023, Neville foi emprestado ao Loudoun United, do USL Championship .
Em 16 de março de 2024, o Inter Miami e Harvey Neville concordaram mutuamente em rescindir o contrato de Neville.

### Portland Timbers
Em 16 de março de 2024, o Portland Timbers 2 contratou o zagueiro Harvey Neville antes da abertura da temporada 2024 do MLS NEXT Pro. Assim como no Inter Miami, onde seu pai era o treinador principal, em Portland Harvey se reencontrou com seu pai, Phil Neville, ex-astro do Manchester United, Everton e da seleção inglesa de futebol, que treinava o time Portland Timbers da MLS desde novembro de 2023. O contrato de Neville com Portland expirou após a temporada de 2024.

## Seleção Nacional
Neville optou representar a República da Irlanda devido a sua avó materna que era Irlandês. Em outubro de 2019 pela primeira vez foi nomeado para o sub-19 da República da Irlanda . Ele fez sua estreia no final daquele mês em uma derrota para a Dinamarca .

## Estatísticas de carreira
- Atualizado até 1 de Junho de 2023.[13]

| Clube                 | Temporada             | Liga                  | Liga      | Liga | Copa Nacional | Copa Nacional | Continental | Continental | Total     | Total |
| Clube                 | Temporada             | Divisão               | Aparições | Gols | Aparições     | Gols          | Aparições   | Gols        | Aparições | Gols  |
| --------------------- | --------------------- | --------------------- | --------- | ---- | ------------- | ------------- | ----------- | ----------- | --------- | ----- |
| Inter Miami CF II     | 2021                  | USL League One        | 21        | 0    | —             | —             | —           | —           | 21        | 0     |
| Inter Miami CF II     | 2022                  | MLS Next Pro          | 18        | 0    | —             | —             | —           | —           | 18        | 0     |
| Inter Miami CF II     | 2023                  | MLS Next Pro          | 1         | 0    | —             | —             | —           | —           | 1         | 0     |
| Inter Miami CF II     | Total                 | Total                 | 40        | 0    | —             | —             | —           | —           | 40        | 0     |
| Inter Miami CF        | 2022                  | Major League Soccer   | 1         | 0    | 1             | 0             | —           | —           | 2         | 0     |
| Inter Miami CF        | 2023                  | Major League Soccer   | 10        | 0    | 2             | 0             | —           | —           | 12        | 0     |
| Inter Miami CF        | Total                 | Total                 | 11        | 0    | 3             | 0             | —           | —           | 14        | 0     |
| Total de sua Carreira | Total de sua Carreira | Total de sua Carreira | 51        | 0    | 3             | 0             | 0           | 0           | 54        | 0     |

1. ↑  Keegan, Mike (15 de março de 2014). «Sons of United pair are training with City's academy». Manchester Evening News. Consultado em 16 de abril de 2021
2. 1 2 3  «Harvey Neville follows in family's footsteps in signing Manchester United contract». BBC Sport. 26 de junho de 2018. Consultado em 16 de abril de 2021
3. 1 2  «Harvey Neville: Republic U19 international signs professional contract with Manchester United». BBC Sport. 7 de julho de 2020. Consultado em 16 de abril de 2021
4. ↑  Sigal, Jonathan (7 de maio de 2021). «Phil Neville's son Harvey joins Inter Miami's USL side from Manchester United». Major League Soccer. Consultado em 23 de maio de 2021
5. ↑  «Chattanooga Red Wolves 2–1 Fort Lauderdale CF». Soccerway
6. ↑  «Three teens score in 4-0 Inter Miami win over Peru's "La U", including Harvey Neville». Miami Herald
7. ↑  «Miami 3:1 South Georgia». Inter Miami
8. ↑  «Inter Miami CF sign defender Harvey Neville from MLS NEXT Pro side | MLSSoccer.com». mlssoccer
9. ↑  Barnes, J. «Loudoun United FC Sign Defender Harvey Neville on Loan From Inter Miami FC». LoudounUnitedFC.com. Loudoun United. Consultado em 24 de agosto de 2023
10. ↑  «https://www.timbers.com/t2/news/timbers2-announce-roster-status-updates-ahead-of-2025-mls-next-pro-season». Timbers.com. Portland Timbers. Consultado em 18 de novembro de 2024 Ligação externa em |titulo= (ajuda)
11. 1 2  Doyle, Paul (8 de outubro de 2019). «Phil Neville's son Harvey called into Republic of Ireland Under-19 squad». The Guardian. Consultado em 16 de abril de 2021
12. ↑  «Harvey Neville: Phil Neville's son is named in Republic Under-19 squad». BBC Sport. 8 de outubro de 2019. Consultado em 16 de abril de 2021
13. ↑  «Perfil de Harvey Neville». em Soccerway

## Títulos Internacionais
| Título      | Clube       | País           | Ano  |
| ----------- | ----------- | -------------- | ---- |
| Leagues Cup | Inter Miami | Estados Unidos | 2023 |